# Kyadondo Rugby Club
Kyadondo Rugby Club é um rúgbi de quinze sediado em Kampala, Uganda.
Foi construído em 2000. As instalações incluem o campo principal, um campo de treino e um clube.
O campo é casa de vários times de rúgbi, entre eles Heathens RFC, um clube líder da Uganda. Ele também já sediou jogos do Time nacional de Uganda de rúgbi de quinze, mas a Uganda Rugby Union está considerando hospedar os jogos no Mandela National Stadium ou no Nakivubo Stadium devido à capacidade limitada do Kyadondo.
O clube também tem sido um local de concertos, Beenie Man está entre os artistas.

## Atentado em Kampala em julho de 2010
Kyadondo Rugby Club foi um dos dois locais que foram palco do Atentado em Kampala em julho de 2010.
O segundo atendado, que consiste em duas explosões em rápida sucessão, ocorrido às 11:18 da noite no Kyadondo Rugby Club, onde o jornal estatal New Vision estava hospedado numa cabine do jogo. De acordo com testemunhas oculares, foi uma explosão próximo aos noventa minutos da partida, segundos depois há outra explosão que nocauteou as lues no campo. Uma explosão saiu diretamente em frente de uma  grande tela que estava mostrando a cerimônia da África do Sul, matando 49 pessoas. A descoberta de uma cabeça e pernas decepadas no campo de rúgbi sugere que foi um ataque suicida realizado por um indivíduo. Um terceiro colete não detonado foi encontrado mais tarde.